# Stigsnæs
Stigsnæs er en halvø på den den sydvestligste del af Sjælland sydvest for Skælskør i Slagelse kommune. Stigsnæs ligger ud til Agersø Sund ved Storebælt. Fra Stigsnæs Havn går der færge til både Omø og Agersø. Havnen blev renoveret i 2010 til den nye Omø-færge (leveret i 2007). I Ørnehoved Skov ved Stigsnæs Skanse kan man se en gammel kanon. Ved Stigsnæs ligger kraftværket Stigsnæsværket, Stigsnæsværkets Havn samt Stigsnæs Gulfhavn Olie Terminal og resterne af det tidligere olieraffinaderi på Stigsnæs.

## Baltic Gate Terminal
Det blev i 2004 foreslået at opføre containerhavn, der skulle have ligget på Stigsnæs ved Stigsnæsværkets Havn, Stigsnæsværket og Stigsnæs Gulfhavn Olie Terminal.
Havnen blev foreslået, da Stigsnæs ligger ud til den internationale sørute Tango, som går fra Østersøen og op gennem Storebælt, Kattegat og ud til Nordsøen, hvor den giver adgang til verdenshavene.
Den foreslåede containerhavn ville med sine 18 meters dybde være blevet den dybeste havn i Danmark, og en af de eneste der kunne tage store containerskibe med fuld last.
Containerhavnen blev droppet, fordi den oprindeligt skulle laves på en forurenet grund, hvilket miljøminister Connie Hedegaard (K) sig. Derfor skulle den laves på oppumpet sand fra havet, Men det ville blive ca. 500 millioner kroner dyrere. Det betød, at projektet ikke ville være rentabelt.